# Томита, Сэна
Сэна Томита (яп. 冨田 せな, 5 октября 1999, Ниигата, Япония) — японская сноубордистка, участница зимних Олимпийских игр 2018 года, призёр этапа Кубка мира, двукратный бронзовый призёр чемпионата Японии.

## Биография
Сэна Томита родилась в 1999 году в Ниигате. В три года отец поставил её на сноуборд. С самого начала Томита стала выступать в хафпайпе и слоупстайле. С 2013 года Сэна принимала участие в турнирах FIS, проходивших на территории Японии. На своём первом национальном чемпионате 13-летняя сноубордистка заняла 7-е место в хафпайпе. На следующий год Томита повторила свой результат в хафпайпе, а в слоупстайле стала бронзовым призёром чемпионата Японии. В 2015 году Сэна выступила на молодёжном чемпионате мира, проходившем на китайском горнолыжном курорте «Ябули». Томита выступала в слоупстайле и заняла 23-е место. В марте 2015 года Сэна во второй раз заняла третье место на национальном чемпионате, но в этот раз в хафпайпе. 14 февраля 2016 года Сэна дебютировала на домашнем этапе Кубка мира в японском Саппоро, где пробилась в финал соревнований, заняв там высокое 9-е место.
В декабре 2017 года Томита стала второй на этапе североамериканского кубка. 21 декабря 2017 года, на четвёртом в своей карьере этапе Кубка мира в Китае, Сэна заняла второе место, уступив лишь хозяйке соревнований китаянке Лю Цзяюй. На зимние Олимпийские игры 2018 года в южнокорейском Пхёнчхане Томита отобралась в хафпайпе. Сэна с седьмым результатом квалифицировалась в финал соревнований. В первой попытке финального раунда Томита получила 66,25 баллов и вышла на 5-е место. Однако две следующие попытки у японской сноубордистки получились слабее (34,50 и 60,50), в результате чего она опустилась на 8-е место.

## Результаты

### Олимпийские игры
| Олимпийские игры | HP |
| ---------------- | -- |
| Пхёнчхан 2018    | 8  |